# Puccinia obscura
Puccinia obscura J. Schröt. – gatunek grzybów z rodziny rdzowatych (Pucciniaceae). Grzyb mikroskopijny pasożytujący na roślinach z rodzaju kosmatka (Luzula) i stokrotka (Bellis). Wywołuje u nich chorobę zwaną rdzą.

## Systematyka i nazewnictwo
Pozycja w klasyfikacji według Index Fungorum: Puccinia, Pucciniaceae, Pucciniales, Incertae sedis, Pucciniomycetes, Pucciniomycotina, Basidiomycota, Fungi.
Takson ten opisał w 1876 r. Joseph Schröter.
Synonimy:
- Dicaeoma obscurum (J. Schröt.) Kuntze 1898
- Puccinia luzulae-maximae Dietel 1919
- Puccinia obscura var. luzulae-maximae (Dietel) U. Braun 1982

## Charakterystyka
Puccinia obscura jest pasożytem dwudomowym, tzn. jej cykl życiowy odbywa się na dwóch gatunkach żywicieli. Spermogonia rozwijają się na liściach stokrotki, tworząc na nich zwarte, okrągłe skupiska. Ecja tworzą się w obrębie chlorotycznych i nieco nabrzmiałych plam, również na liściach stokrotki, zarówno na ich górnej, jak dolnej powierzchni. Drugim żywicielem są różne gatunki kosmatek (Luzula). W obrębie przebarwionych plam na górnej stronie ich liści powstają jasnobrązowe Uredinia i ciemnobrązowe telia (te są rzadko spotykane). Urediniospory kolczaste, z dwoma porami rostkowymi, każda otoczony gładką strefą. Teliospory 2-komórkowe na trwałym trzonku o długości ok. 30 µm. Ich wierzchołkowa część górnej komórki ma silnie pogrubioną ścianę komórkową.
Puccinia obscura występuje w licznych krajach Europy, w Ameryce Północnej, podano jej występowanie także w Ameryce Południowej, Afryce (Algieria), Korei, Japonii i na Nowej Zelandii.
Występuje na stokrotce pospolitej (Bellis perennis), oraz różnych gatunkach kosmatek (Luzula): kosmatka polna (Luzula campestris), kosmatka gajowa (Luzula luzuloides), kosmatka licznokwiatowa (Luzula multiflora), kosmatka blada (Luzula pallescens), kosmatka owłosiona Luzula pilosa i kosmatka olbrzymia (Luzula sylvatica).